# Košino
Košino (makedonska: Кошино) är en ort i Nordmakedonien. Den ligger i kommunen Dolneni, i den centrala delen av landet, 60 kilometer söder om huvudstaden Skopje. Košino ligger 702 meter över havet och antalet invånare är 248.